# Kickboxing
Kickboxing (ponekad kickboks) je moderan borilački sport koji obuhvaća više sportskih grana/disciplina, a to su: Semi contact (Polukontakt), Light contact (Lagani kontakt), Kick light, Full contact (Puni kontakt), Low kick, K-1, Thai kickboxing (sličnih pravila tajlandskom boksu), Glazbene forme i Aero-kickboxing. Osim u disciplinama u kojima je dozvoljen knock-out (full contact, low kick, K-1, thai kickboxing) borbe za svjetske i europske profesionalne naslove održavaju se u semi contactu i light contactu. U ringu se održavaju full contact, low kick, K-1 i Thai kickboxing varijante, dok se ostale održavaju na tatamiju. Na svjetskim i europskim (amaterskim) prvenstvima smije nastupati samo jedan natjecatelj iz svake države u pojedinoj kategoriji.
Kickboxing je nastao na osnovama boksa, karatea, taekwondoa, kung fua i drugih više ili manje poznatih orijentalnih ali i zapadnih borilačkih sportova. Osnovni cilj svakoga borca je nadvladati boljom tehnikom, brzinom i snagom svoga protivnika uz maksimalnu sigurnost, toleranciju, poštenje i čast svakog natjecatelja. Jednom riječju, kickboxing je zapadnjački sport – jedinstven odgovor velikom broju istočnjačkih borilačkih vještina. Prva pravila kickboxinga početkom sedamdesetih je napisao Amerikanac Mike Anderson.
U kickboxingu se koristi maksimalna osobna zaštitna oprema koja se sastoji od kacige (koja pokriva tjeme, bočni dio glave – uši i zatiljak), štitnika za zube, štitnika za prsa (za djevojke), štitnika za spolne organe, rukavica (otvorene i zatvorene 10 Oz), štitnika za potkoljenice te papuča (bez đona). Sigurnost svakog natjecatelja je gotovo zajamčena i slobodno se može reći da su povrede u ovom sportu vrlo rijetke, a ako su prisutne onda se najčešće događaju u tzv. tvrdim disciplinama full contactu, low kicku i thai kickboxingu i to u profesionalnom dijelu. Najčešće se tu radi o plavicama, a tu su i povrede – ozljede nosa i arkade. Što se "profesionalnih" borbi tiče, radi atraktivnosti, zaštitna oprema je reducirana, pa se u svim disciplinama ne nose kacige i štitnici za potkoljenice.

## Povijest
Dvije su teorije o tome kako je nastao kickboks. Prema prvoj, kickboks je nastao iz indokineskih borilačkih vještina, posebno muay borana, koji se kasnije razvio u muay thai. Prema drugoj japanski karate majstor Tatsuo Yamada kombinirao je muay thai i karate i u 50-im godinama u Japanu održale su se prve kickboks priredbe.
U Americi je sve počelo u sedamdesetima. 
1974. godine Mike Anderson je definirao kickboxing športska pravila.
1974. PKA (Professional Karate Association) organizirao je prvo Svjetsko prvenstvo u kickboksu.
U Splitu je 1974. održana jedna od prvih kickboxing priredbi u povijesti kada su se sastale full contact selekcije Dalmacije i ostatka Hrvatske. 1976. su u Hrvatskoj započela sustavna državna i međurepublička natjecanja koja je organizirao dr. Emin Topić iz Zagreba.
Prvi majstorski crni pojas koji je Mike Anderson dodijelio nekom od svojih učenika bio je Dušanu Kružiću, hrvatskom vježbaču iz Crikvenice.
World Association of Kickboxing Organizations (WAKO) osnovana je 1976., a International Amateur Karate-Kickboxing Sport Association (IAKSA) ?. To su danas dvije najveće amaterske kickboks organizacije u svijetu. 
Marinko Čabo je prvi profesionalni svjetski prvak u kickboxingu. Bilo je to 1987. godine po WAKO federaciji.
Prva hrvatska profesionalna svjetska prvakinja u kickboxingu je Ivana Derdić (2002., WAKO PRO, low kick).
Branko Žgaljardić iz Rijeke je postao prvi amaterski svjetski prvak u full contactu u povijesti na prvom svjetskom prvenstvu u full contactu koje je održano 1978. u Berlinu. Bilo je to po WAKO federaciji.
Prvu zlatnu medalju na nekom SP-u  za Republiku Hrvatsku donio je Borislav Ilić iz Rijeke u disciplini low kick – na WAKO svjetskom kickboxing prvenstvu koje je 7. i 8. prosinca 1991. održano u Parizu.
Branko Cikatić je 1993. postao prvi K-1 World Grand Prix prvak.
U Hrvatskoj se Svjetski kickboxing kup održao u nekoliko navrata i nekoliko federacija, po WAKO 1988. u Rijeci, WKU 2016. u Varaždinu.
Značajna hrvatska amaterska natjecanja su Croatia Open (od 1997.), Karlovac Open (od 2011.) koji je turnir WAKO Europskog kupa i Kutina Open (od 1999.).

## Kontaktne discipline
U ringu se održavaju full contact, low kick, K-1 pravila, Thai kickboxing. Ostale se uglavnom održavaju na tatamiju, ali mogu i u ringu.

### Semi-contact(polukontakt)
Još se naziva Points fighting.

Kao što sama riječ kaže – semi contact – je disciplina u kojoj se dva natjecatelja bore prvenstveno želeći nadvladati protivnika s tehnikom i brzinom. Ovdje snaga nije potrebna. Udarci su strogo kontrolirani (jednakom intenzitetom se zadaje udarac kao što se i povlači ruka ili noga nakon udarca). Kod svakog udarca u dozvoljeno mjesto protivnika, borba se prekida i tri suca određuju bodove, odnosno kretnjom rukom pokazuju koji je borac i koliko osvojio bodova. Bodovi se zbrajaju i pobjednik je onaj koji je osvojio više bodova odnosno zadao više pravilnih udaraca. Svako korištenje snažnih udaraca se kažnjava. Udarci se zadaju rukama i nogama, a dozvoljena područja zadavanja udarca su prednja strana glave i prednja strana trupa. Borba se odvija na tatamiju (posebna tanka strunjača) ili ponekad na ringu. Natjecatelji su podijeljeni u kadetskoj skupini po težini, a ponegdje i po visini, a u juniorskoj i seniorskoj po težini i natjecanja i skupine su odvojena za natjecateljice i za natjecatelje.

### Light contact(lagani kontakt)
Light contact je vrlo slična disciplina koja se za razliku od semi contacta odvija u kontinuitetu. Sudac ne prekida borbu već tri suca sa strane zapisuju bodove na bodovne listiće i na kraju runde dodjeljuju 10 bodova boljem borcu i 9 bodova slabijem borcu (bodovanje vrlo slično kao u boksu). Svi ostali detalji isti su kao i kod semi contacta – oprema, dozvoljeni udarci i mjesta udaraca. Borba se odvija na tatamiju, ali može i u ringu. Natjecatelji su podijeljeni po težinskim kategorijama, dobnim skupinama i po spolu.

### Full contact(puni udarac)
Još se naziva American kickboxing.

Full contact je disciplina u kojoj je za cilj svladati protivnika snagom i jačinom pravilnih udaraca. Dozvoljeni su udarci u ista mjesta kako je i navedeno za semi i light contact, ali se udarci zadaju uz brzinu i tehniku i punom snagom, odakle dolazi i naziv ove discipline. Ako bismo radili usporedbu, onda su udarci isti kao u boksu, samo što treba dodati i udarce nogom u ista dozvoljena mjesta. Borba se odvija u ringu. Natjecatelji su podijeljeni po težinskim kategorijama. Centralni (ringovni) sudac prvenstveno brine o pravilniosti i regularnosti borbe te sigurnosti boraca, a tri bodovna suca registriraju bodove i na kraju borbe ocjenjuju boljega s 10, a lošijega s 9 bodova. I ovdje su podjele kategorija po dobu, težini i spolu.

### Low kick(niski udarac)
Još se naziva Freestyle rules ili International rules.

Low Kick je također tzv. „tvrda” disciplina i osim uobičajenih udaraca rukama i nogama u prednji dio glave i tijela, dozvoljeni su i udarci nogama po nogama (gornjem dijelu nogu – iznad koljena s prednje, vanjske i unutarnje strane) protivnika punom snagom (boduju se samo udarci po natkoljenici – dok su udarci po potkoljenici kada je protivnikova noga na podu – zabranjeni, a kada je protivnikova noga podignuta, smatra se blokadom). Upravo zbog toga natjecatelji nose kratke hlače. Zaštitna oprema – kaciga, štitnik za zube, 10 Oz rukavice, bandaže, suspenzor, štitnici za potkoljenice, zaštitne papuče. U profesionalnom dijelu – ne korsite se kaciga i štitnici za potkoljenice). Ostali detalji su isti kao i kod full contacta – bodovanje, uloga sudaca, zaštitna oprema. Podjela u težinske kategorije nije ista kao u full contactu. Borba se odvija u ringu.

### Thai kickboxing
Ime samo za sebe govori odakle vuče osnovne elemente – iz tajlandskog boksa, naravno uz neka ograničenja u odnosu na puno grublji izvorni tajlandski boks. „Tvrda” disciplina vrlo slična low kicku, ali valja naglasiti da se borba ne prekida ako su borci u aktivnom klinču. Borci imaju mogućnost udaranja svim ručnim tehnikama kao i potkoljenicom i koljenima u glavu, prednji dio tijela, bočni i stražnji – leđa (osim same kičme protivnika. Dozvoljeno je hvatanje i bacanje protivnika, ali samo preko natkoljenice, nikako uz podizanje protivnika preko kuka kao u judu. Dozvoljen je udarac zapešćem iz okreta tzv. round back fist. Svaki pravilan udarac (i ručne i nožne tehnike kao i bacanja i čišćenje) u dozvoljeno mjesto se boduje. Nisu dozvoljeni udarci laktom. Suci i bodovanje jednako je kao i kod full contacta i low kicka. Za razliku od semi-light-full contacta i low kicka, borci u thai kickboxingu ne nose zaštitne papuče. Amateri nose elastični štitnik za potkoljenice sa štitnikom rista, dok profesionalci ne nose nikakve štitnike na nogama, eventualno steznike za zglobove. Danas je thai kickboxing poznatiji kao K-1, što je u stvari nepravilno jer je to naziv jednog natjecanja, danas i sustava natjecanja, a ne discipline kickboxinga, ali čini se da je svima razumljivo.

### K-1 pravila
Još se naziva Oriental rules ili Japanese kickboxing te u novije vrijeme Dutch-style kickboxing.

## Beskontaktne discipline
Održavaju se na tatamiju.

### Glazbene forme (Musical forms)
Glazbene forme ili uglazbljene kate, je disciplina u kojoj se natjecatelj “bori” sa zamišljenim protivnikom, a borba simbolizira jedan od poznatih načina i stilova borbe (npr. tvrde – tzv. japanske ili meke – tzv. kineske borilačke vještine). Međutim, vrlo je važno naglasiti da su kickboxing forme kreativne, slobodne u izvedbi, a nisu kao u drugim borilačkim vještinama strogo definirane. Vrlo karakteristično je da je natjecatelj koncentriran prvenstveno da svojim pravilno izvedenim udarcima i tehnikama stvara dojam protivnika ispred sebe, da je usklađen s glazbom te da je stalno u pokretu i maksimalno uravnotežen. Svojim pokretima natjecatelji vrlo često imitiraju stil ili način borbe pojedinih životinja. Na svjetskim prvenstvima užitak je gledati kako vrhunski natjecatelji prikazuju borbu labuda, majmuna, pijanca, zmije, borbu s više protivnika. Postoje glazbene forme tvrde i meke te s oružjem i bez oružja. Vrlo su atraktivne i vrlo često se prikazuju kao borilački showu pauzama prije navedenih „tvrdih” kickboxing disciplina. Danas se napori usmjeravaju da se u kickboksingu još više napravi razlika od formi postojećih borilačkih vještina, pa tako osnovna karakteristika – sinkronizacija s glazbom postaje imperativ i na taj način se razlikuje od karate i taekwon-do formi (koje nemaju glazbu i strogo su definirane) kao i od wu-shu (thai ci) tzv. Mekih ili "soft" formi koje nisu sinkronizirane s glazbom. Suci (5 sudaca) boduju u rasponu od 5 do 10, a boduje se sinkronizacija, broj, težina i složenost izvedenih kickboxing tehnika, koreografija, pravilnost izvedenih udaraca, baratanje s oružjem, ravnoteža, fokusiranost.

### Aero-kickboxing
Aero kickboxing je najnovija disciplina kickboxinga. Ova disciplina rezultat je zahtjeva velikog broja rekreativaca u zapadnim zemljama koji se više ne žele „tući” u tvrdim disciplinama, primati udarce za koje se dugotrajno treba pripremati već žele svladati osnove borilačkih vještina i uz glazbu plesati, tj. izvodeći kretnje u stilu kickboxing udaraca i obrane te izbjegavanja udaraca, „udarati” zamišljenog protivnika. Radi pojašnjenja – ova disciplina je kombinacija kickboxing elemenata s plesom i glazbom odnosno kombinacija je aerobika i elemenata kickboxinga. Izvodi se pojedinačno i grupno. I ovdje je bodovanje kao i kod glazbenih formi, a elementi ocjenjivanja su prvenstveno sinkronizacija s glazbom (glazba mora biti 135 – 155 bpm-a), ukomponiranost aerobik i kickboxing elemenata i tehnika, pravilnost, broj i složenost izvedenih kickboxing tehnika, koreografija.

## Izvršna tijela
| Organizacija                                                           | Web stranica |
| ---------------------------------------------------------------------- | --- |
| World Association of Kickboxing Organizations (W.A.K.O)                | http://www.wakoweb.com                                                                                          |
| International Amateur Karate-Kickboxing Sport Association (I.A.K.S.A.) | |
| International Kickboaxing Board of Control (IKBC)                      | http://www.ikbc.org/                                                                                            |
| The World Kickboxing & Karate Association (W.K.A.)                     | http://www.kickboxing-wka.co.uk/ Arhivirana inačica izvorne stranice od 14. lipnja 2017. (Wayback Machine)      |
| World Kickboxing Network (W.K.N.)                                      | http://www.worldkickboxingnetwork.com/ Arhivirana inačica izvorne stranice od 9. ožujka 2022. (Wayback Machine) |
| World Kickboxing Union (W.K.U.)                                        | http://www.wku-kickboxing.com/ Arhivirana inačica izvorne stranice od 30. prosinca 2010. (Wayback Machine)      |
| World Kickboxing Federation (W.K.F.)                                   | http://www.wkfkickboxing.com Arhivirana inačica izvorne stranice od 5. lipnja 2019. (Wayback Machine)           |
| International Kickboxing Federation (IKF) – Prof & Amateur Kickboxing  | http://www.ikfkickboxing.com                                                                                    |
| World Federation of Kickboxing (WFK)                                   | http://www.wfk-gov.com Arhivirana inačica izvorne stranice od 20. svibnja 2018. (Wayback Machine)               |
| Professional Kickboxing Association (P.K.A)                            | http://www.pkakickboxing.com/                                                                                   |